# Смисл
Смисл — суть або призначення якогось явища.

## Трактування терміна
Поняття смислу має дві предметні сфери застосування, які задають основні аспекти значення цього терміна. Перший аспект передбачає, що деяке явище розглядається як вираження певного змісту, суті. В такому ракурсі найчастіше говорять про смисл знака, текста, художнього твору. Другий аспект передбачає, що деяке явище має цільове або ціннісне призначення. Так, може йтися про сенс творіння, дій, людського життя. В обох випадках явище розглядається у ширшому контексті, на основі якого визначаються його сутнісні характеристики, тобто смисл.
Оскільки поняття смислу співвідноситься з сутнісними характеристиками феномену, воно є предметом аналізу філософської онтології, гносеології, аксіології, телеології. Як такий, що має стосунок до людського пізнання і життєдіяльності, смисл є предметом дослідження психології. Смисли знаків і текстових повідомлень вивчаються у лінгвістиці, семантиці, герменевитиці.
В українській мові має синонім сенс, але на відміну від цього слова смисл є питомо слов'янським словом (навіть позначає букву в слов'янській кириличній азбуці), і має в українській мові численні однокорінні слова: осмислити, мислений, осмислений, мисленно тощо.
Тобто в своїй основі поняття смислу співвідноситься з розумним витлумаченням явищ — чи то в плані їх пізнання, чи то в плані їхньої доцільності.
Широкий спектр трактувань поняття «смисл» представлено у філософських і психологічних концепціях.

## Тяма смислу в філософії
У феноменології Е. Гусерля смисл — це результат синтетичної роботи свідомості, який задає предметність переживанням. Інакше кажучи, це — деякий об'єкт дійсності, оскільки ми його мислимо або сприймаємо. При цьому конституюється він не самою дійсністю, яка, за Гусерлем, залишається для нас трансцендентною, а нашою свідомістю.
Представник аналітичної філософії Г. Фреге називав смислом знака те, що відбиває спосіб представлення позначеного даним знаком. Фреге уперше відокремив денотат знака, тобто об'єкт, який позначений цим знаком, та спосіб, у який ми виділяємо і розрізняємо цей об'єкт, тобто смисл. Так, один і той самий денотат може мати різні смисли. Фреге наводить приклад з поняттями «Вечірня зоря» і «Вранішня зоря», які стосуються одного й того ж об'єкта — планети Венери, але для давніх людей, які цього не знали, ці поняття мали різний смисл.
Смислом речення, за Фреге, є судження — виражений зміст думки, який може бути охарактеризований як істина або хиба. Така істиннісна характеристика («істиннісне значення») речення виступає його денотатом.
О. Ф. Лосєв розумів під смислом те, що в об'єктивно ідеалістичних концепціях позначається термінами «ідея» або «ейдос». Це сутність речей і водночас інтелігенція — суб'єктність, яка сама себе пізнає і співвідносить себе з іншим. Категорія смислу у Лосєва також розкривається через поняття виразу, під яким розуміється те, що має внутрішній зміст (смисл) і зовнішню форму, яка цей зміст відображає. При цьому будь-яка річ може бути розглянута як символічний вираз, оскільки будь-яка річ несе в собі і через себе смисл.
Представник постструктуралізму Ж. Дельоз називав смислом те, що знаходить своє вираження в реченні. Водночас це не атрибут речення, а атрибут стану справ, який функціонує на «межі слів і речей». Атрибут стану справ, за Дельозом, — це дієслово або подія, яка виражається цим дієсловом. Причому смислом є ідеальна, тобто абстрагована від конкретної матеріальності подія. На думку Дельоза смисл має трансцендентальний (переддосвідний) характер. Хоча в актуалгенезі смисл є результатом («ефектом») конкретного поєднання речей, а як виражений у реченні він продукується свідомістю, в онтологічному генезисі він сам лежить в основі як буття, так і свідомості.

## Поняття смислу в психології
За Л. С. Виготським, смисл — це висловлюваний за допомогою слова (або слів) зміст думки. Він тісно пов'язаний із значенням слова, але не тотожний йому: думка опосередковується і оформлюється завдяки словесному виразу, але ніколи не дорівнює прямим значенням слів.
О. М. Леонтьєв також визначав поняття смислу у його зв'язку з поняттям значення. Ці конструкти відповідали різним змістовим модусам людської свідомості. Передбачалось, що в значеннях об'єкти дійсності відображуються незалежно від мотивів і потреб індивіда, тобто об'єктивно, а в смислах відображується суб'єктивне ставлення індивіда до об'єктів дійсності. Представлений у людській свідомості смисл Леонтьєв називав особистісним, визначаючи його як «значення для мене». Крім того, аналізуючи еволюційний розвиток психіки, він використовував термін «біологічний смисл», розуміючи під останнім відношення зовнішніх подразників до задоволення біологічних потреб тварини.
Віктор Франкл розглядав смисл як екзистенційний феномен, а саме як смисл життя, який існує для людини в конкретній ситуації. У пошуку і втіленні такого смислу вбачалась базова мотиваційна спрямованість людини, яка дозволяє їй розкрити власну людську сутність. Франкл виділяв три основні шляхи віднайдення смислу, пов'язані з трьома видами цінностей. Це цінності творчості (те, що людина може дати світові), цінності переживання (те, що пов'язано зі значущостями, які людина віднайшла в світі) і цінності ставлення (те, що пов'язано з позицією людини до власної долі).